# 遺伝薬理学
遺伝薬理学（いでんやくりがく、Pharmacogenetics、あるいは薬理遺伝学）は、「治療効果と副作用の両面での、薬物に対する個々の人々の応答に影響を与える、薬物代謝経路の遺伝的差異」の研究である。 薬理遺伝学という用語は、多くの場合、ゲノム薬理学（pharmacogenomics）と同義である。薬理遺伝学、薬理ゲノム学は、遺伝子、遺伝子産物、および個体内、あるいは個体間における遺伝子の発現あるいは機能の差異について、体系的な検査を通じて　薬物応答および薬物挙動に関連して取得される、遺伝的差異の影響の研究である。
腫瘍学では、「遺伝薬理学」は、歴史的に生殖細胞系列の変異の研究であるのに対し（例えば、薬物の蓄積および薬物動態を担う肝酵素をコードする遺伝子に影響を与える一塩基多型）、「ゲノム薬理学」は、例えば、薬物応答に変化を及ぼす、体細胞の腫瘍化にともなった変異の研究を指す（例えば、抗 Her1の生物製剤による治療を受ける患者が KRAS変異をもっているとどうなるか）。

## 薬物間の相互作用の予測
現在、遺伝薬理学の臨床的な関心の多くは、医薬品の安全性を向上させることに特に重点を置いて、薬物代謝に関与する遺伝子のヒトによる差異についてである。遺伝薬理学的な試験の普及により、薬の処方の安全性と有効性を改善できると考えられている。米国では、薬物有害反応（ADR（adverse drug reactions））により、毎年10万6千人が死亡し、220万の深刻な事態をまねている。 米国と欧州では、入院患者全体の5から7％が、このような薬物有害反応により入院しており、新薬の4％の撤退につながり、また、薬物治療のコストに相当する社会的な負担につながっている。
薬物有害反応に関与する薬のリストと、代謝酵素の既知の多型のリストを比較することにより、一般的に薬物有害反応に関与する薬も、既知の多型をもつ酵素によって代謝されたものだった（フィリップス、2001を参照）。
科学者や医師は、薬物の有効性の向上などをはじめ、さまざまなことに、この新技術を使用している。プラビックス（Plavix）は血液凝固を防ぐ薬で、世界で二番目に最も売れた処方薬であるが、患者間で異なる応答を示すことが知られている。 ゲノムワイド関連解析によると、通常、プラビックスを代謝することができない人は、遺伝子CYP2C19が関係しているとしている。プラビックスは、凝固を防ぐために、冠状動脈ステントを入れた後に投与される。ステント血栓は、1～2％に起こり、心臓発作や突然死をもたらす。その1～2％の突然死にはCYP2C19 SNPが関わっている。 この知見は、少なくとも2つの病院（Scripps大学とVanderbilt大学）で採用されており、心臓にステントを入れるにあたり、患者はCYP2C19変異体の遺伝子をもつかが調べられている。
薬物動態のもう一つの新発見の使用は、ビタミンEの使用に関するものである。イスラエル工科大学は、ビタミンEは、糖尿病患者における心血管疾患のリスクを低下させるために、特定の遺伝子型の患者に使用できるが、他の遺伝子型をもつ同じ疾患の患者には、ビタミンEは、逆に心血管疾患のリスクを高めると報告した。研究によると、ビタミンEは、心臓血管疾患の患者のうち、ハプトグロビン2-2の遺伝子型を有するものでHDLの機能を増大させた。 HDLは血液からコレステロールを除去し、アテローム性動脈硬化や心臓病のリスク低下と関連しているリポタンパク質である。もし、遺伝子型ハプトグロビン2-1を不幸にも持っている場合は、ビタミンEは、大幅にHDLの機能を低下させ、心臓血管疾患を引き起こす。
臨床腫瘍学において、遺伝薬理学の関心が高まっている。ほとんどの抗癌剤は、治療濃度域が狭く、薬物を解毒する能力が少ない患者の場合は、生命を脅かす毒性を受けてしまう。具体的には、DPD、UGT1A1、TPMT、CDAおよびCYP2D6という遺伝子が、それぞれ5-FU/カペシタビン、イリノテカン、メルカプトプリン/アザチオプリン、ゲムシタビン/カペシタビン/AraCおよび、タモキシフェンという抗がん剤の治療に影響を与える重要な要素と考えられている。薬理遺伝学的な手法を使用するかどうかを決めるには、「遺伝子型を調べるコスト」と、「効果のない遺伝子型を有する患者へ治療をするコスト」について考える必要がある。コスト効率のよいやり方でありながら、表現型ベースのアプローチは有用である。
利用可能なゲノム情報の量は劇的に増加している。この情報により、個々の遺伝子およびゲノムの、さまざまなバリエーションについて、幅広い研究が可能になる。分子技術の進歩により、末梢血または唾液採取で遺伝子型が容易に決定できるため、大規模臨床試験として、DNAの収集と遺伝子型の決定が実現可能性になっている。

## Pharmacogenetic試験会社
- Pathway Genomics
- 23andMe
- Genelex
- Kashi Clinical Laboratories

## 参照
- オーダーメイド医療
- ゲノム薬理学
- Pharmacovigilance
- Chemogenomics
- 構造ゲノム科学
- Toxicogenomics